# (You Want To) Make a Memory
(You Want To) Make a Memory is een nummer van de Amerikaanse rockband Bon Jovi. Het is de eerste single van hun tiende studioalbum Lost Highway. Het nummer is een rockballad, die ook een beetje de kant van de countryrock opgaat.
Het nummer had het meeste succes in Canada, Italië en het Duitse taalgebied. In de Amerikaanse Billboard Hot 100 haalde het de 27e plek. In de Nederlandse Top 40 kwam het tot nummer 14. Het nummer haalde de Vlaamse Ultratop 50 niet, het bleef daar steken op de 13e positie in de Tipparade.

## NPO Radio 2 Top 2000
| Nummer met noteringen in de NPO Radio 2 Top 2000 | '07  | '08 | '09  | '10-'11 | '12  |
| ------------------------------------------------ | ---- | --- | ---- | ------- | ---- |
| (You Want To) Make a Memory                      | 1332 | -   | 1938 | -       | 1857 |

1. ↑  Een '-' betekent dat het nummer niet was genoteerd en een vetgedrukt getal geeft de hoogste notering aan.
2. ↑  2007 was het eerste jaar met een notering voor dit nummer.
3. ↑  Deze tabel is bijgewerkt tot en met de laatste editie (2024).